# سد آسیشیگاوا
سد آسیشیگاوا (انگلیسی: Aseishigawa Dam) یا (浅瀬石川ダム، Aseishigawa damu) یک سد چند منظوره بر روی رودخانه آسیشی، شاخه ای از رودخانه ایواکی در شهر کورویشی در استان آئوموری، ژاپن است. ساخت سد در سال ۱۹۷۱ آغاز شد و در سال ۱۹۸۸ به پایان رسید.